# Joseph Strutt

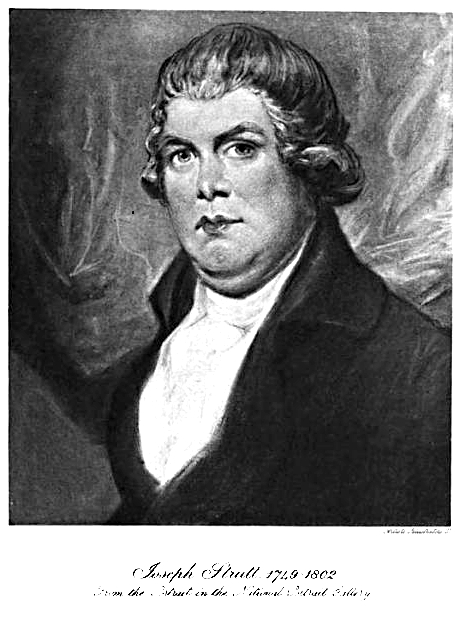
Joseph Strutt

José Strutt (Chelmsford, Essex, Reino de Gran Bretaña, 1749 - 1802) fue un grabador británico y anticuario.
Grabador, artista, anticuario y autor, nació en Chelmsford, Essex en 1749. En 1770 se convirtió en estudiante de la Real Academia, y al año siguiente ganó las medallas de oro y plata, por pintura al óleo y por "personaje destacado en la Academia". Escribió "Majestuosas y Eclesiásticas Antigüedades de Inglaterra. (Regal and Ecclesiastical Antiquities of England) seguido por otros trabajos sobre las maneras y costumbres del pueblo inglés.
Hay una cámara que lleva su nombre en la Escuela de Gramática del Rey Eduardo VI en Chelmsford, donde estudió.